# August Veirièr
August Teodòr Veirièr fou un escriptor francès en occità, nascut a La Cavalariá el 9 de novembre de 1848 i mort a Milhau el 22 de febrer de 1936. Va treballar com a mestre en un taller de sastreria, primer a Montpeller i després a Milhau.
August Veirièr va publicar el 1923 Contes rouergats et poésies françaises. Aqueste recull aplega peces que prèviament ja havia publicat a l'Almanac Montpelhierenc i a la premsa de Milhau. La peça més coneguda és Lou sermou del curat del Mounna. Endemés d'aquesta peça, en va escriure d'altres de caràcter humorístic: L'iou de saumo, Lou pastre et lou poufre, Lous nessis de Machobeire, Lou sermou d'un caluc i Montpellier-lou-Biel. També compongué una Pastourela que fou musicada per Victor Dubernard, director d'Estudiatina millavoise.